# 福爾角
福爾角（英語：Foul Point），是南極洲的海岬，位於南奧克尼群島的科羅內申島北岸，在1821年由捕海豹者發現，在1822年命名，現時由南極條約體系管理。